# اتحاد دومينيكا لكرة القدم
تأسس اتحاد دومينيكا لكرة القدم في عام 1970م وانضم إلى الإتحاد الدولي لكرة القدم في 1994م وإنضم إلى اتحاد أمريكا الشمالية لكرة القدم في 1994م.

## روابط إضافية
- Dominica at the FIFA website.